# Bandera de Kenia
La bandera nacional de Kenia fue adoptada el 12 de diciembre de 1963.
La bandera de Kenia está basada en la de la Unión Nacional Africana de Kenia (KANU). Los colores simbolizan la mayoría étnica de Kenia (negro), la sangre derramada durante la lucha por la libertad (rojo), y la riqueza natural (verde). Los ribetes blancos (que se añadieron más tarde para diferenciar la bandera nacional de la del partido) simbolizan la paz y la unidad. El escudo tradicional Masái (negro, rojo, blanco) y las dos lanzas simbolizan la defensa de la libertad.

## Historia
La bandera de Kenia se basa en el negro sobre rojo de la bandera verde de la Kenya African National Union (KANU), el partido político que llevó a la lucha por la libertad y la independencia de Kenia. Tras la independencia, se añadieron las franjas blancas, que simbolizan la paz y la unidad, y el escudo masái.

Bandera naval.

## Banderas históricas

Bandera de África Oriental Británica y Colonia y Protectorado de Kenia (1885–1921)
Bandera de Colonia y Protectorado de Kenia (1921–1963)

- Datos: Q165905
- Multimedia: National flag of Kenya / Q165905